# Daïra d'Aziz
La daïra d'Aziz est une circonscription administrative algérienne située dans la wilaya de Médéa et la région du Titteri. Son chef-lieu est situé sur la commune éponyme d'Aziz.
La daïra regroupe les trois communes d'Aziz, Oum El Djalil et Derrag.